# Výstup Jižní věží
Výstup Jižní věží je kniha českého spisovatele a novináře Jáchyma Topola. Jde o výbor z jeho novinářské práce (Respekt, Lidové noviny, Revolver Revue), který uspořádal Ivo Říha ve spolupráci s Topolem. Vybrány byly texty z let 1986 až 2018. Kniha dále obsahuje kompletní seznam jeho žurnalistických textů. Autorem předmluvy je novinář Zbyněk Petráček. Název knihy je odvozen ze stejnojmenného článku, který Topol publikoval v roce 2010 v Lidových novinách.